# 玖珂駅
玖珂駅（くがえき）は、山口県岩国市玖珂町（くがまち）萃石にある、西日本旅客鉄道（JR西日本）岩徳線の駅である。

## 歴史
- 1934年（昭和9年）12月1日：山陽本線岩国駅（現・西岩国駅） - 高水駅間の新線（岩徳線の前身）開業に伴い設置[2]。
- 1944年（昭和19年）10月11日：山陽本線の岩国駅（1942年に麻里布駅から改称） - 櫛ケ浜駅間が元の柳井駅経由に戻されたため、岩徳線の所属となる[3]。
- 1974年（昭和49年）10月1日：貨物取扱廃止[1]。
- 1984年（昭和59年）2月1日：荷物扱い廃止[1]。
- 1987年（昭和62年）4月1日：国鉄分割民営化により西日本旅客鉄道が継承[1]。
- 1996年（平成8年）6月1日：ジェイアール西日本広島メンテック（現：JR西日本広島メンテック）による業務委託駅となる。
- 1997年（平成9年）：みどりの窓口の営業を開始。
- 2002年（平成14年）
  - 3月31日：みどりの窓口の営業を終了。
  - 4月1日：業務委託駅から簡易委託駅となる。

## 駅構造
岩国駅管理の地上駅で簡易委託駅である。
かつては単式・島式の複合型2面3線であったが、その後島式ホームの駅舎寄りの線路（中線）が撤去され2面2線となり、単式ホーム1面1線・島式ホーム1面1線となっていた。その後列車交換の構造も無くなり1面1線となった。

## 利用状況
1日の平均乗車人員は以下の通りである。
| 乗車人員推移 | 乗車人員推移 |
| 年度         | 1日平均人数  |
| ------------ | ------------ |
| 1999         | 676          |
| 2000         | 655          |
| 2001         | 614          |
| 2002         | 560          |
| 2003         | 553          |
| 2004         | 549          |
| 2005         | 539          |
| 2006         | 486          |
| 2007         | 479          |
| 2008         | 481          |
| 2009         | 445          |
| 2010         | 438          |
| 2011         | 415          |
| 2012         | 441          |
| 2013         | 430          |
| 2014         | 430          |
| 2015         | 448          |
| 2016         | 432          |
| 2017         | 407          |
| 2018         | 367          |
| 2019         | 366          |
| 2020         | 318          |
| 2021         | 288          |
| 2022         | 294          |

## 駅周辺
- 岩国市玖珂支所
- 岩国警察署 玖珂交番
- 玖珂郵便局
- 岩国市立玖珂中学校
- 岩国市立玖珂小学校
- 国道2号
- 国道437号
- 山口県道70号柳井玖珂線
- 山口県道137号玖珂停車場線
- 山口県道144号光玖珂線
- アルク 玖珂店
- 笹見川

### バス路線
駅前に「玖珂駅」停留所があり、岩国市生活交通バスの路線が発着する。運行日は路線ごとに異なるが、祝日と年末年始（12月31日 - 翌年1月2日）は全便運休となる。

## 隣の駅
西日本旅客鉄道（JR西日本）
■岩徳線
欽明路駅 - 玖珂駅 - 周防高森駅